# Le Lièvre et la Perdrix
Le Lièvre et la Perdrix est la dix-septième fable du livre V de Jean de La Fontaine situé dans le premier recueil des Fables de La Fontaine, édité pour la première fois en 1668.
Il ne se faut jamais moquer des misérables:

Car qui peut s'assurer d'être toujours heureux?

       Le sage Ésope dans ses fables

       Nous en donne un exemple ou deux.

       Celui qu'en ces vers je propose

       Et les siens, ce sont même chose.

Le lièvre et la perdrix, concitoyens d'un champ,

Vivaient dans un état, ce semble, assez tranquille,

       Quand une meute s'approchant          

Oblige le premier à chercher un asile:

Il s'enfuit dans son fort, met les chiens en défaut,  

       Sans même en excepter Brifaut.

       Enfin il se trahit lui-même

Par les esprits sortant de son corps échauffé.

Miraut, sur leur odeur ayant philosophé,

Conclut que c'est son lièvre, et d'une ardeur extrême

Il le pousse; et Rustaut, qui n'a jamais menti, 

       Dit que le lièvre est reparti.

Le pauvre malheureux vient mourir à son gîte.

       La perdrix le raille, et lui dit:

       Tu te vantais d'être si vite !

Qu'as-tu fait de tes pieds? Au moment qu'elle rit

Son tour vient: on la trouve. Elle croit que ses ailes

La sauront garentir à toute extrémité:

       Mais la pauvrette avait compté

       Sans l'autour aux serres cruelles.     
— Jean de La Fontaine, Fables de La Fontaine, Le Lièvre et la Perdrix